# エターナルレジェンド 永遠の伝説
『エターナルレジェンド 永遠の伝説』（えたーなるれじぇんど えいえんのでんせつ）は1991年8月9日にセガ・エンタープライゼス（現・株式会社セガ）から発売されたゲームギア用ロールプレイングゲーム。

## 概要
ゲームギアでリリースされたソフトジャンルとしては少数の部類に入る、オーソドックスな剣と魔法のフィールド型ロールプレイングゲーム。（詳細に言うと本来のロールプレイングゲームを基に、様々な点を日本の少年たちに親しみやすく改めた、後年「JRPG」とも俗称されているタイプ）
パーティのメンバーは最高3人までで、ストーリーの進行に合わせてメンバーが入れ替わる。
強制戦闘のボスが手強かったり、イベントを終えると突然敵が強くなることがある。また、ダンジョンではセーブができないので長時間にわたる探索を必要とする場合もある。
| スタブアイコン | サブスタブ | この項目は、まだ閲覧者の調べものの参照としては役立たない、コンピュータゲームに関連した書きかけの項目です。この項目を加筆・訂正などしてくださる協力者を求めています（P:コンピュータゲーム/PJ:コンピュータゲーム）。 |